# Лавабо (чаша)
Лавабо, лаваторий (фр. lavabo, от лат. lavatorium; лат. lavatio — купание, омовение) — в общем значении: «устройство в виде чаши, снабжаемое водой и позволяющее мыться».
В раннехристианский период словом «лаватио» называли обряд крещения (лат. sacra lavationis — таинство омовения); в Средние века — омовение рук священника во время мессы, а также место в церкви (оферториум), где совершается этот жест (лаваториум). Священник, омывая руки, произносит молитву «Lava me, Domine, ab iniquitate mea et a peccato meo munda me» («Омой меня, Господи, от всякой вины, очисти меня от всякого греха»). В старую литургию входили стихи из Псалма 25: «Lavabo inter innocentes manus meas» («Умою руки мои среди невинных»).
При входе в католический храм, обычно в нартексе или в боковом нефе, справа от входа, устанавливали специальную чашу для символического омовения рук, её тоже называют «лавабо» (в Италии чаще fonti). Многие художники, чаще скульпторы, превращали такие лавабо в произведения искусства. Их делали из мрамора на фигурном основании, украшенными скульптурами ангелов или путти, иногда в архитектоническом обрамлении в виде ниши в стене. Лавабо называют также металлические сосуды для умывания с крышкой и длинным носиком наподобие акваманилов.

## Галерея

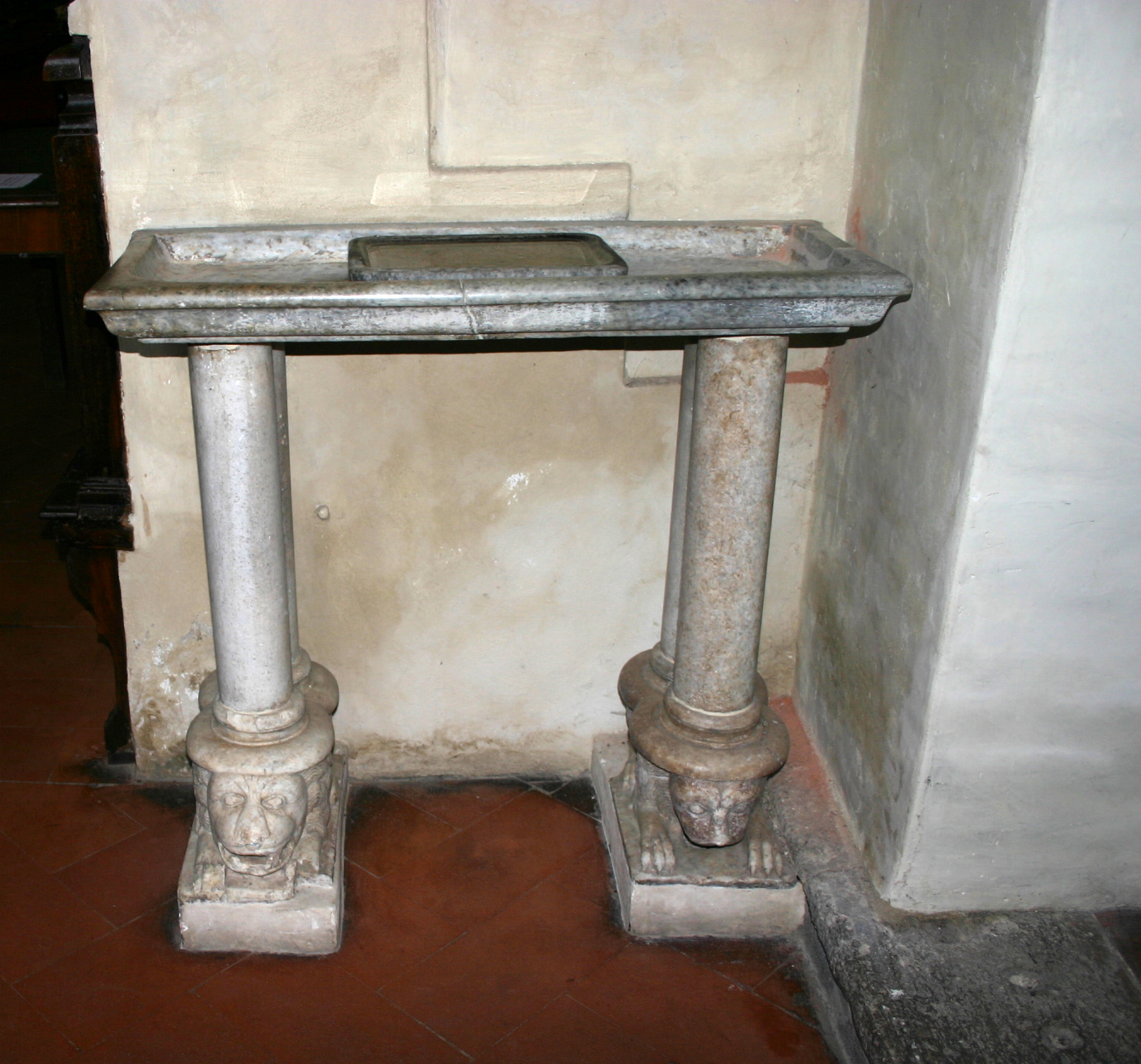
Средневековое лавабо в правом трансепте церкви Святого Марка, Милан
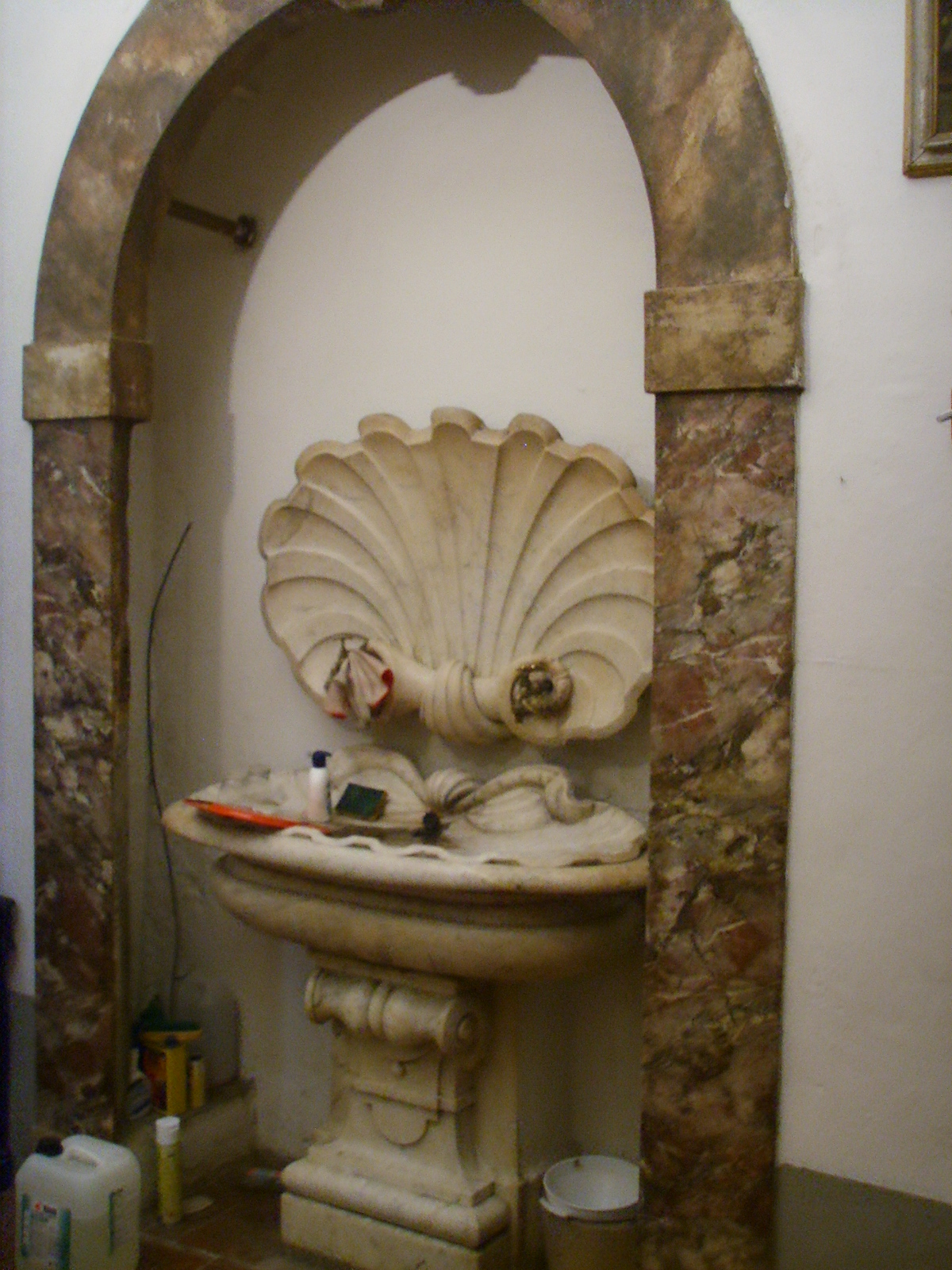
Лавабо в сакристии церкви Сан-Гаэтано, Флоренция
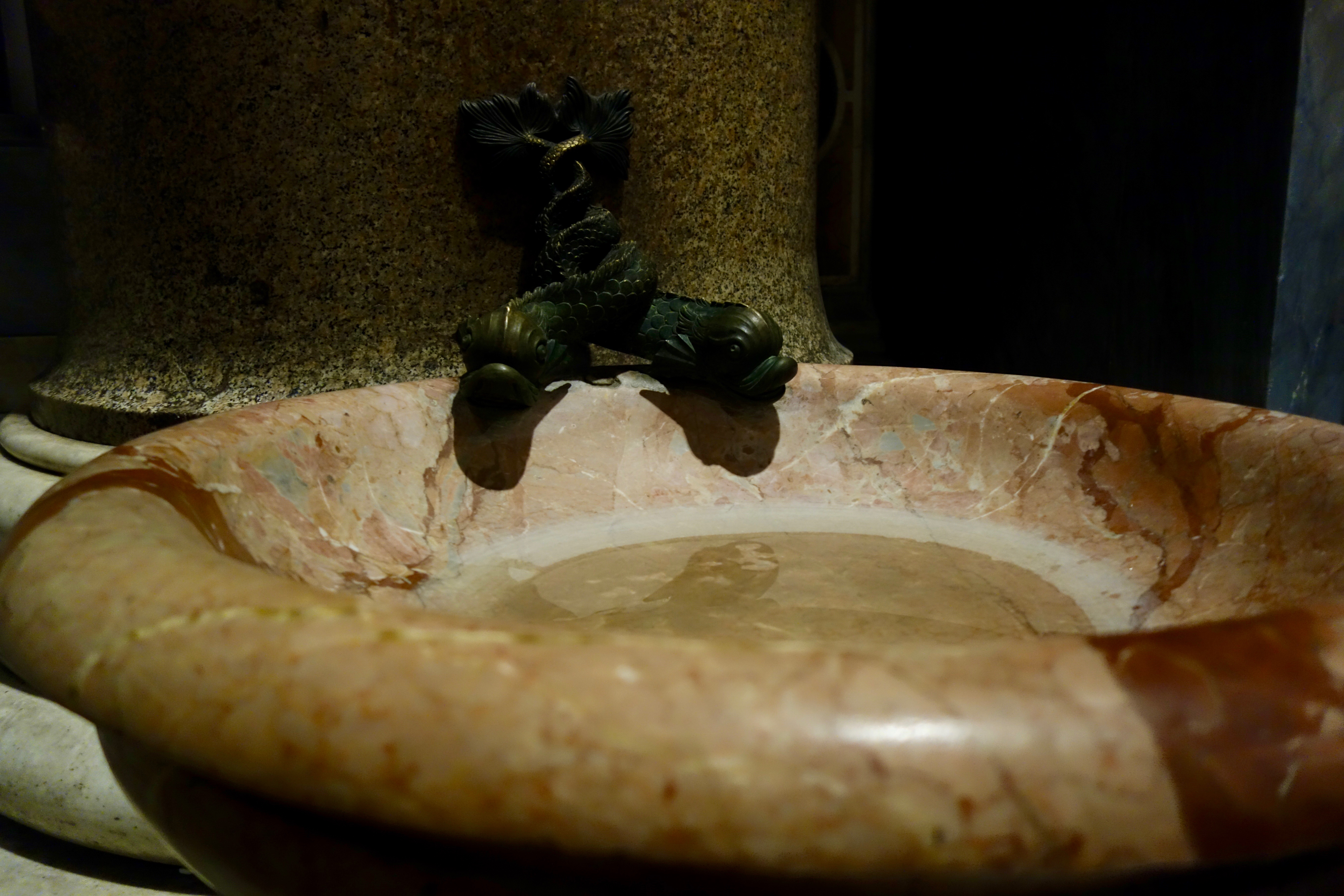
Лавабо. Собор Святого Петра, Рим
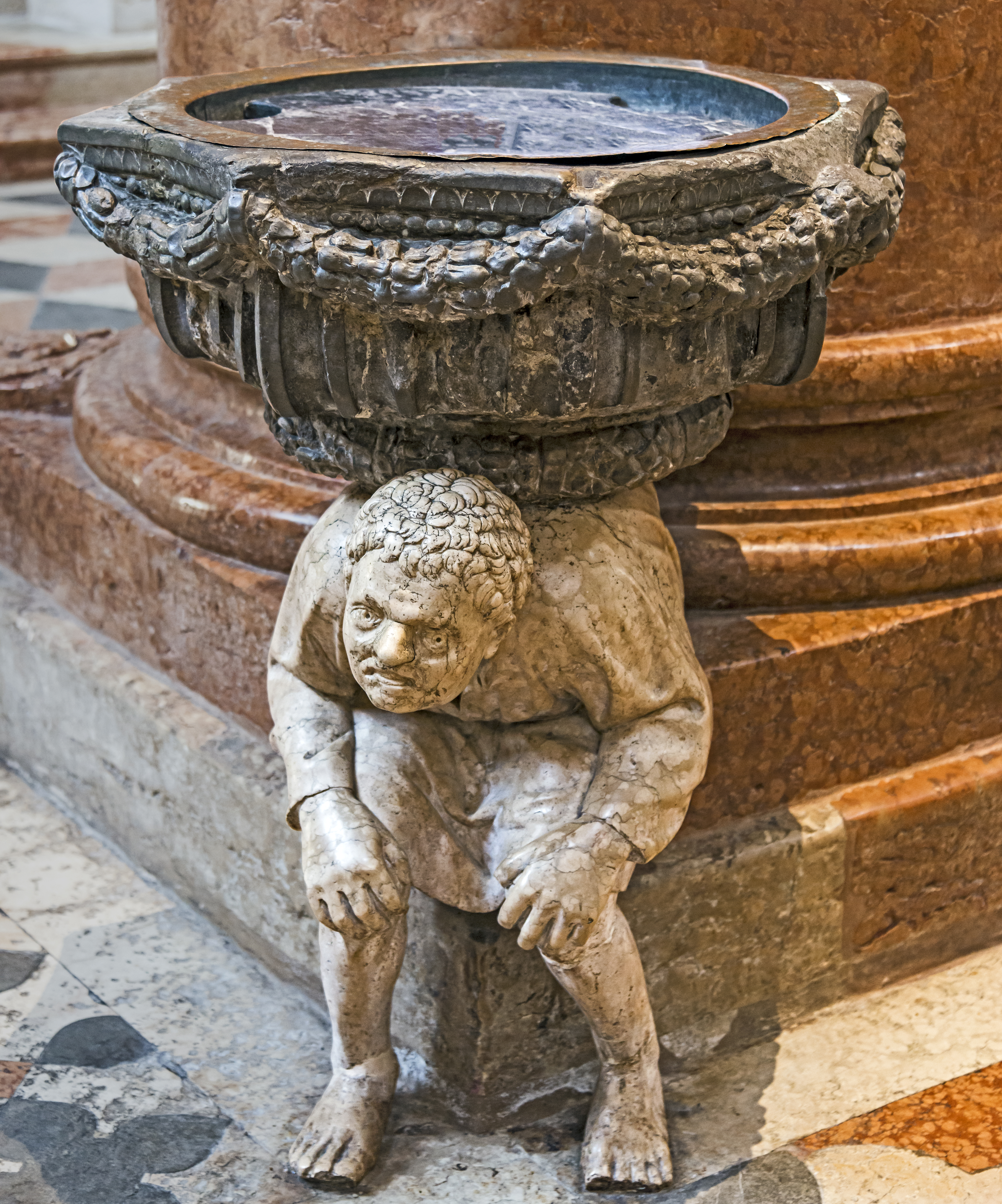
Г. Кальяри. Лавабо с горбуном. 1495. Церковь Санта-Анастасия, Верона
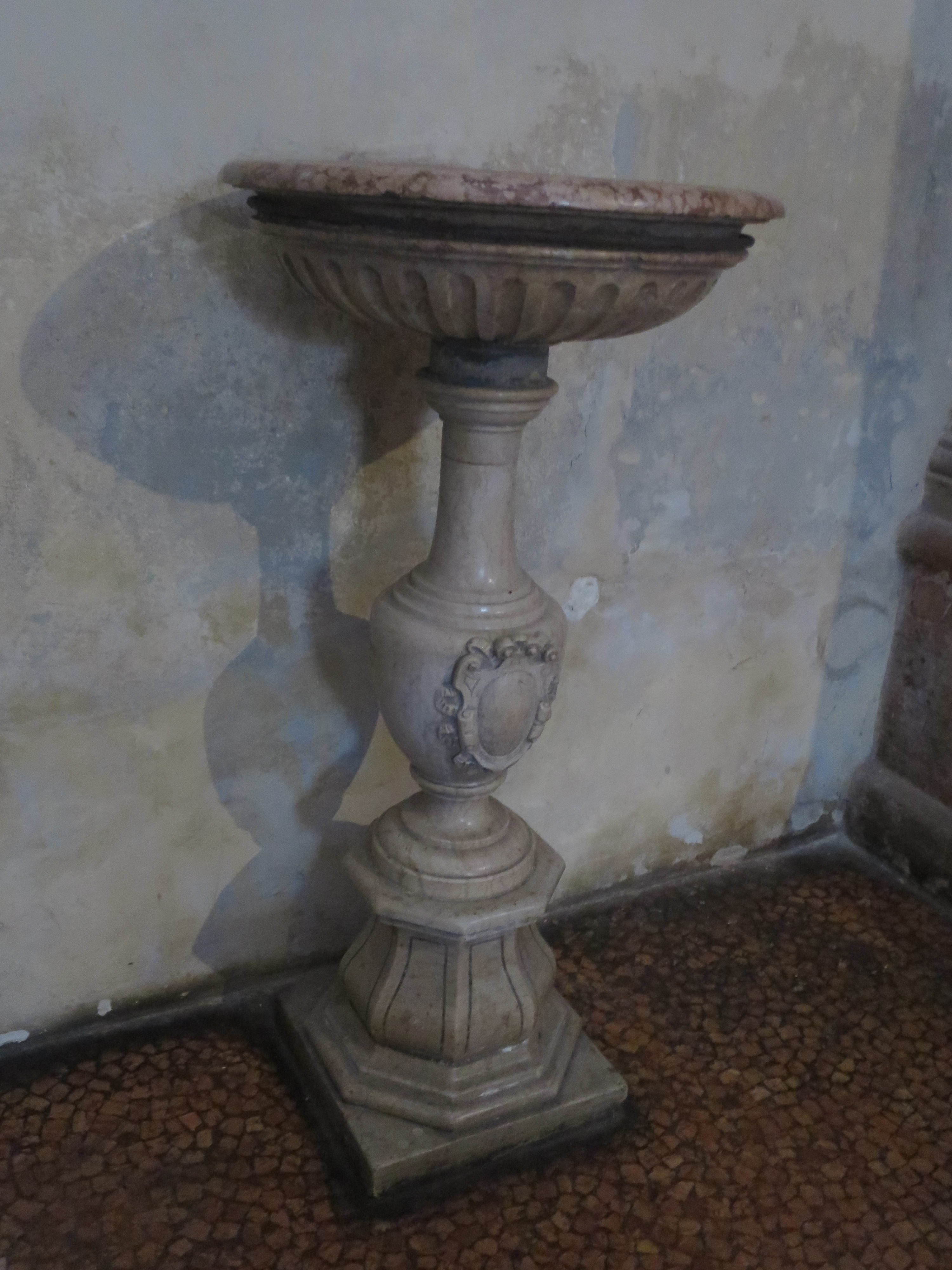
Лавабо. Церковь Санта-Мария-деи-Серви, Болонья
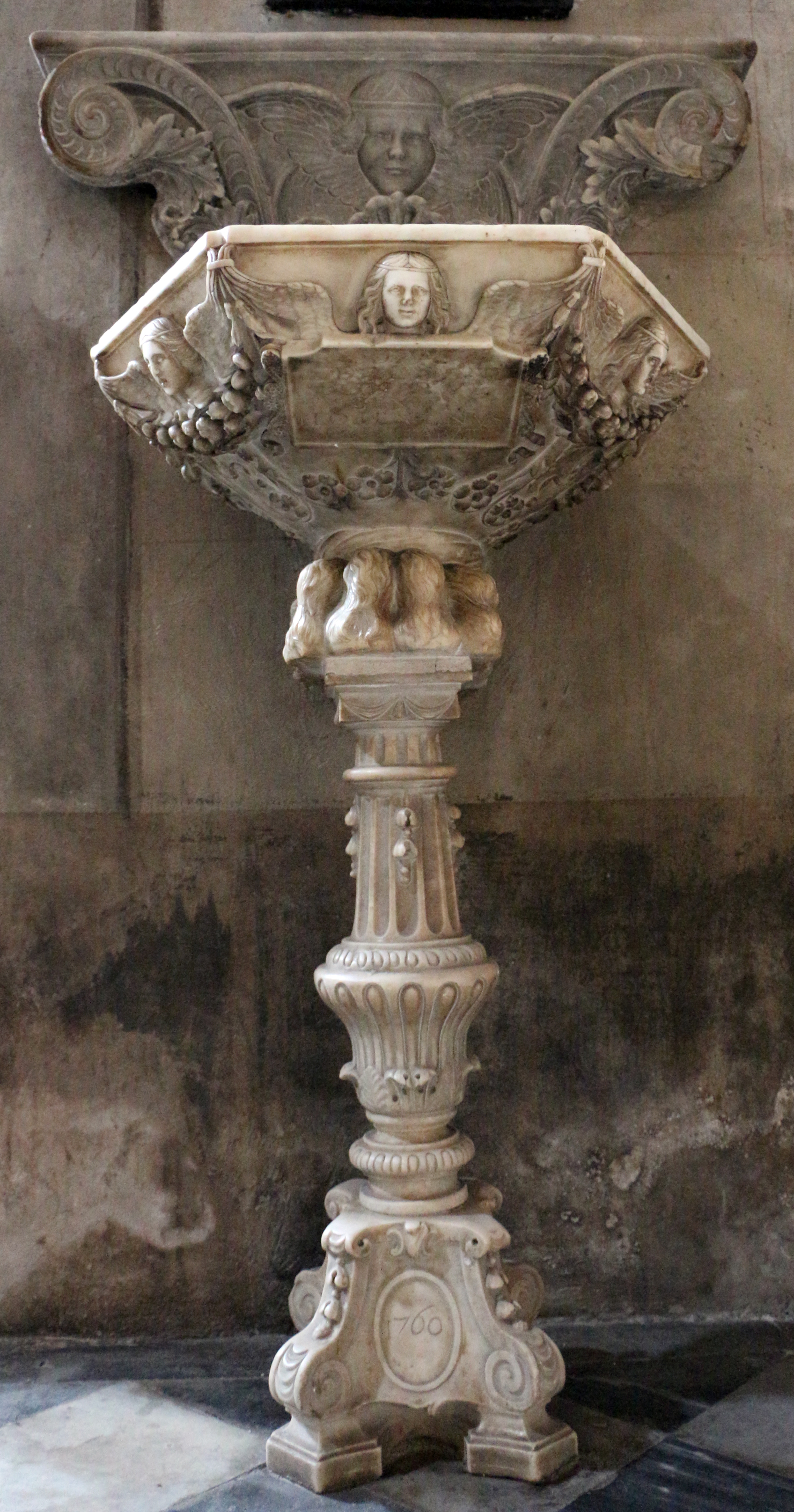
Лавабо. 1508. Собор Пьетрасанта, Лукка
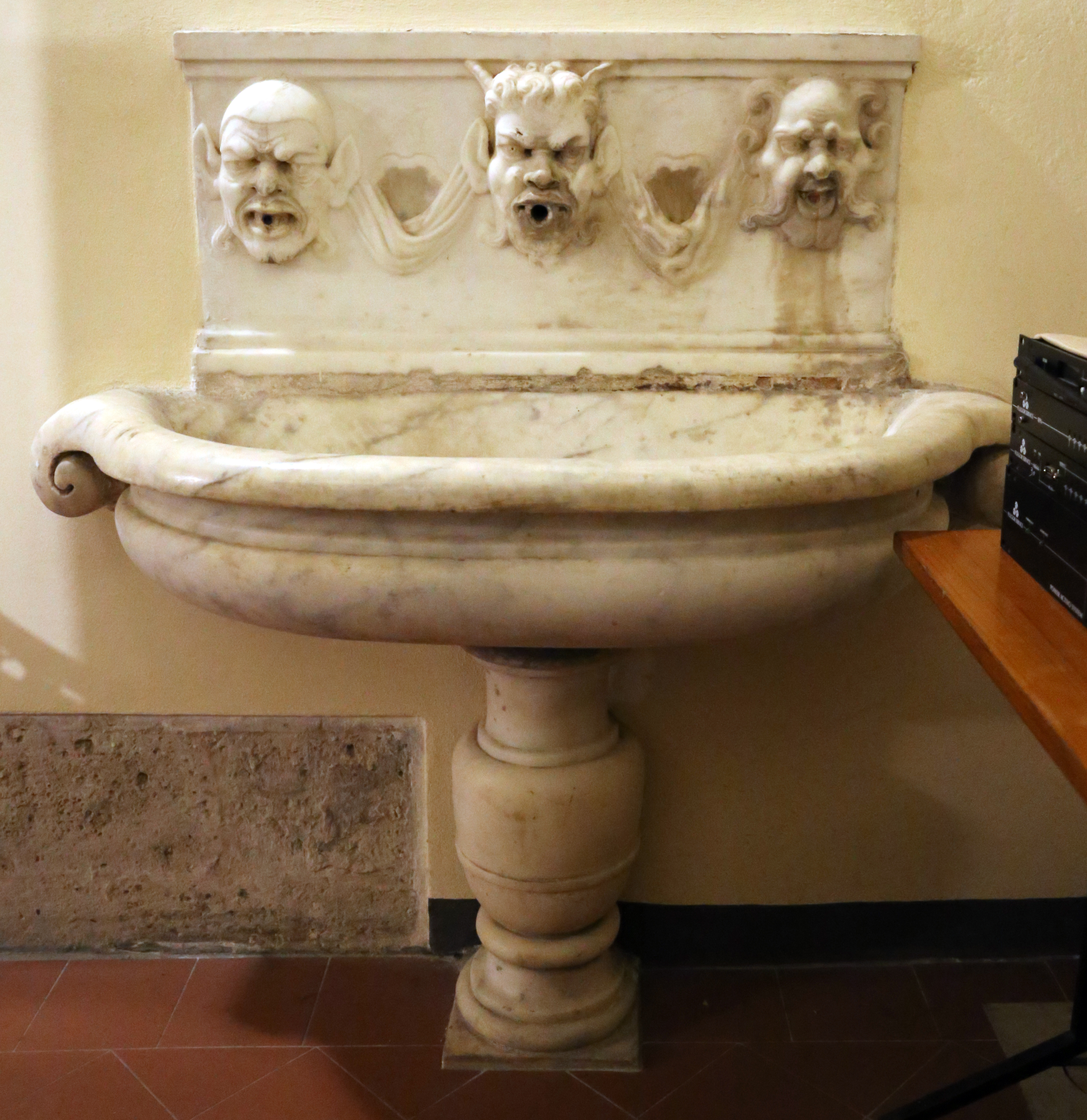
Лавабо с маскаронами. Церковь Санта-Катерина, Пиза